# 柳叶水丝梨
柳叶水丝梨（学名：Sycopsis salicifolia），为金缕梅科水丝梨属下的一个植物种，也是一種灌木，高3米。它的花期為4-5月，主要分佈於中國海南岛上海海拔900-1200米的山地。